# (8181) Rossini
(8181) Rossini es un asteroide perteneciente al cinturón de asteroides descubierto por Liudmila Vasílievna Zhuravliova el 28 de septiembre de 1992 desde el Observatorio Astrofísico de Crimea, en Naúchni.

## Designación y nombre
Rossini se designó inicialmente como 1992 ST26.
Más adelante, en 1999, recibió su nombre por el compositor italiano Gioachino Rossini (1792-1868).

## Características orbitales
Rossini está situado a una distancia media de 2,747 ua del Sol, pudiendo acercarse hasta 2,463 ua y alejarse hasta 3,031 ua. Su excentricidad es 0,1033 y la inclinación orbital 5,113 grados. Emplea 1663 días en completar una órbita alrededor del Sol. El movimiento de Rossini sobre el fondo estelar es de 0,2164 grados por día.

## Características físicas
La magnitud absoluta de Rossini es 12,9.